# Andreu Buenafuente
Andreu Buenafuente Moreno (Reus, 24 gennaio 1965) è un conduttore televisivo, comico e produttore televisivo spagnolo.

## Biografia
Iniziò la sua carriera a 17 anni come giornalista sportivo a Radio Popular de Reus. Nel 1989 presentò per la prima volta un programma proprio sulla emittente radiofonica SER Catalunya. Le sue prime apparizioni televisive furono nel programma Tot per l'audiència trasmesso dal canale televisivo TV3 e condotto da Javier Sardà, successivamente condusse i programmi Sense Títol, La Cosa Nostra e Un'Altra Cosa trasmessi dalla stessa emittente. Nel 2004 passò a lavorare per Antena 3 e nel gennaio 2005 cominciò a condurre un nuovo programma su questo canale dal titolo Buenafuente che è andato in onda in seconda serata il martedì, il mercoledì e il giovedì fino a luglio 2007, quando il conduttore passa a La Sexta (di cui è anche proprietario in piccola parte con la sua casa di produzione, El Terrat) portando il suo format che durerà fino a giugno 2011. A settembre 2008, diventa vicepresidente di La Sexta.
Dal programma "Buenafuente" è emerso come personaggio un altro comico, Rodolfo Chikilicuatre, che ha rappresentato la Spagna all'Eurovision Song Contest 2008.
Per due anni consecutivi, presenta per La 1 di TVE il Premio Goya , programma trasmesso in diretta dal Teatro Real de Madrid.
Il conduttore è anche apparso sul piccolo schermo nel novembre 2011 quando su TV3 comincerà a condurre insieme al divulgatore scientifico Eduard Punset "Com va la vida", programma che aveva il fine di riflettere sulla vita e sulla scienza utilizzando un pizzico di umorismo.
Durante la trattativa tra Antena 3 e laSexta (poi concretizzatasi), Buenafuente torna nella prima emittente dove conduce un nuovo programma, Buenas noches y Buenafuente, che dura poche puntate. Nel 2013 si ripresenta su laSexta con un altro programma, En el aire, che lo riporta al successo.